# 007 (jeu)
Pour l’article homonyme, voir 007.
 (mars 2025).
Motif : La notoriété de ce jeu n'est pas démontrée.
- Archive Wikiwix
- Bing
- Cairn
- DuckDuckGo
- E. Universalis
- Gallica
- Google
- G. Books
- G. News
- G. Scholar
- Persée
- Qwant
- (zh) Baidu
- (ru) Yandex
- (wd) trouver des œuvres sur Wikidata

| 1. | Préciser le motif de la pose du bandeau. | Précisez le motif de la pose du bandeau en utilisant la syntaxe suivante : {{admissibilité à vérifier\|date=mars 2025\|motif=remplacez ce texte par le motif}}                 |
| 2. | Informer les utilisateurs concernés.     | Pensez à avertir le créateur de l'article, par exemple, en insérant le code ci-dessous sur sa page de discussion : {{subst:avertissement admissibilité à vérifier\|007 (jeu)}} |

Le 007 est un jeu de mains, populaire chez les enfants en France à partir de la fin du XXe siècle

## Principe du jeu
Le principe est de « tuer » l'adversaire. Les joueurs imposent un rythme ternaire par l'élocution des trois chiffres « 007 », le nom de code de l'agent secret James Bond, et en claquant dans les mains de l'autre. Chaque joueur se calque sur ce rythme pour agir simultanément au troisième coup. Les joueurs ont alors le choix entre trois actions :
- Recharger : les mains sur les tempes (permet de récupérer une munition).
- Se protéger : les bras en croix devant sa poitrine (permet de ne pas mourir en cas de tir).
- Tirer : pistolet avec les doigts vers celui qu'on veut tuer (impossible si aucune munition n'est disponible, tue l'adversaire s'il recharge).

Dans tous les cas, il faut commencer en rechargeant, car on ne peut pas tirer et donc se protéger est inutile.

## Variantes du jeu
Des armes supplémentaires sont parfois ajoutées :
- Tirer : mitraillette au bout de 5 balles rechargées (détruit le bouclier adverse)
- Tirer : bazooka au bout de 20 balles (détruit tout)

Dans l'esprit séducteur de James Bond :
- Recharger : cœur avec les mains (permet au bout de deux recharges d'activer le suivant)
- Tirer : baiser au vent (l'adversaire devient allié s'il fait une action recharge à ce moment-là, rien s'il se protège, s'il tire au pistolet on meurt)

On peut jouer à plus que deux en formant une ronde, seul ou en équipe.
Au lieu de l'univers de 007, il existe une variante avec le manga Dragon Ball Z, avec pour arme le Kamé Hamé Ha
- Recharger : les poignets deux mains collées et les doigts en forme de boule posés sur la hanche
- Se protéger :  les bras en croix devant sa poitrine poings fermés
- Tirer : les poignets deux main collé et les doigts en forme de boule vers celui qu'on veut tuer

Il existe une version avec la variante Dragon Ball Z où il faut faire trois recharges différentes pour créer une grosse arme impossible à contrer. 
1) Recharge (version normale) 
2) Recharge (version Kamé Hamé Ha) 
3) Boost de recharge (mettre ses mains sur ses épaules) 
Pour faire l'arme : mettre ses mains collées et en forme de "c". 